# Hypocrea aurantiaca
Hypocrea aurantiaca är en svampart som beskrevs av Peck 1887. Hypocrea aurantiaca ingår i släktet svampdynor och familjen Hypocreaceae.   Inga underarter finns listade i Catalogue of Life.